# Can Malgoig
Can Malgoig és una masia de Tavèrnoles (Osona) inclosa a l'Inventari del Patrimoni Arquitectònic de Catalunya.

## Descripció
Edifici civil.
Masia de planta basilical de 8 x 16 m. consta de planta baixa, pis i golfes. La façana es troba orientada a migdia i presenta un portal rectangular amb llinda datada i dues finestres a la planta, tres finestretes al primer pis amb l'ampit motllurat i lloses per posar torratxes i un portalet d'arc rebaixat i una barana a les golfes. A llevant s'hi adossen cossos moderns. Al nord s'obre un portal i una finestra a la planta, dos al primer pis i una a les golfes. En aquest indret s'hi adossa també un cos. A ponent hi ha una finestra gran portada d'un altre indret, avui cobert per les aigües del pantà. També hi ha una finestra motllurada. És construïda amb pedra molt ben treballada i cal remarcar una biga de roure corbada que aguanta el carener.

## Història
Masia situada al camí ral de Calldetenes a Roda de Ter. No es troba registrada als fogatges ni als Nomenclàtors de la província, tot i que és possible que hi consti amb un altre nom ha que, segons els estadants, es conta que en nom de "Malgoig" prové d'un recurs amb alguna família veïna.
La llinda, portada d'un altre lloc (Codol) duu la data de : 17_9